# إبريما داربوي
إبريما داربوي (مواليد 6 يونيو 2001) هو لاعب كرة قدم غامبي يلعب في مركز الوسط المدافع في نادي روما.

## روابط خارجية
- إبريما داربوي على موقع الاتحاد الأوربي (الإنجليزية)
- إبريما داربوي على موقع قاعدة بيانات كرة القدم.إي يو (الإنجليزية)
- إبريما داربوي على موقع ليكيب (الفرنسية)
- إبريما داربوي على موقع ناشيونال فوتبول تيمز (الإنجليزية)
- إبريما داربوي على موقع Soccerway.com (الإنجليزية)
- إبريما داربوي على موقع عالم كرة القدم.نت (الإنجليزية)